# Watanabe Toyokazu
Toyokazu Watanabe là kiến trúc sư người Nhật sinh ra 1938 ở thị trấn Kakunodate tại Nhật Bản. Năm 1961, ông tốt nghiệp khoa Kiến trúc tại Đại học Fukui. Ông làm việc tại Viện nghiên cứu xây dựng RIA (1964-70) và vào năm 1970, ông thành lập Toyokazu Watanabe atelier (năm 1972, đổi tên thành Watanabe Toyokawa Building Studio). Ông cũng là giáo sư thỉnh giảng của Đại học Nghệ thuật Kyoto vào năm 1980 và là giáo sư của Đại học Nghệ thuật và Thiết kế Kyoto từ năm 1991.
Thiết kế Watanabe là một kiến trúc chống hiện đại. Từ cơ sở công cộng đến nhà ở tư nhân, không thể giải thích nguồn gốc của hình thức cấu trúc, chức năng hoặc mục đích của tòa nhà. Ý định của Watanabe là thiết kế sử dụng ánh sáng làm điểm nhấn, ngoài ra, ông đang tái tạo trạng thái kiến trúc ban đầu trước khi phong cách kiến trúc được thiết lập, hoặc trước khi trở thành cổ điển.